# Leptocolpia superba
Leptocolpia superba är en fjärilsart som beskrevs av Claude Herbulot 1965. Leptocolpia superba ingår i släktet Leptocolpia och familjen mätare. Inga underarter finns listade i Catalogue of Life.